# Ecnomus kurui
Ecnomus kurui là một loài Trichoptera trong họ Ecnomidae. Chúng phân bố ở miền Cổ bắc.